# Дело (часопис 1894-1915)
ДЕЛО : наука, књижевност и друштвени живот је часопис који је излазио у Београду од 1894. до 1899. и од 1902. до 1915. године. Часопис је био у власништву Радикалне странке, а званични издавач био је Алекса (Аца) М. Станојевић.

## Историјат
Први број часописа изашао је у марту 1894. године. Излазио је у Београду, месечно, у периоду од 1894. до 1899. године, када је због Ивањданског атентата, за који је оптужена Радикална странка у чијем власништву је био часопис, издавање било обустављено. Издавање је обновљено у марту 1902. године и од тада је излажење било редовно до јуна 1914. када је због Првог светског рата издавање било обустављено све до марта 1915. године . У 1915. години, када је часопис и престао да излази, место издавања био је Ниш. Од књ. 2 из 1894. године поднаслов је био Лист за науку, књижевност и друштвени живот. Званични издавач био је Алекса М. Станојевић. Највише прилога било је из књижевности, историје и осталих друштвених наука, са приказима и оценама књига. Управо овај часопис почео је тамо где је стао часопис Отаџбина (1875-1892) Владана Ђорђевића.

## Периодичност излажења
Часопис је излазио једном месечно, а у 1915. години два пута месечно.

## Уредници
- од књ. 1, св. 1 (1894) Илија И. Вукићевић
- од књ. 1, св. 2 (1894) Стојан М. Протић
- од књ. 5, св. 1 (1895) Милован Ђ. Миловановић
- од књ. 14, св. 1 (1897) Драгољуб М. Павловић
- од књ. 22, св. 2 (1899) Љуба Давидовић
- од књ. 23, св. 1 (1902) Драгољуб М. Павловић
- од књ. 54 (1910) Драгољуб М. Павловић и Риста Ј. Одавић
- од књ. 62 (1912) Драгољуб М. Павловић
- од књ. 70 (1914) Драгољуб М. Павловић и Лазар Марковић

## Сарадници
Иако је часопис издавала Радикална странка, у њему су сарађивали и припадници других политичких ставова, па се међу сарадницима налазе: Симо Матавуљ, Бранислав Нушић, Јаша М. Продановић, Ђорђе Стратимировић, Богдан Поповић, Јанко Веселиновић, Алекса Шантић, Иво Ћипико, Владислав Петковић - Дис, Владимир Ћоровић, Александар Белић, Недељко Дивац, Јосип Косор, Сима Пандуровић, Радоје Домановић, Бранислав Петронијевић и многи други.

## Рубрике
Садржина часописа била је сврстана у следећим рубрикама:
1. Белетристика (Забава)
2. Наука
3. Књижевност
4. Друштвени живот
5. Хроника
6. Критика и библиографија

## Галерија
- Уједињењу (песма)/ Радован Кошутић, стр. 35, књ. 3 (1894)
- О шумама југоисточне Србије / Лујо Адамовић, стр. 15, књ. 22 (1899)
- Пучина (драма) / Бранислав Нушић, св. 1, књ. 23 (1902)